# Mucius Scaevola przed Porsenną
Mucius Scaevola przed Porsenną – obraz autorstwa flamandzkiego malarza Rubensa i jego ucznia Antoona van Dycka.

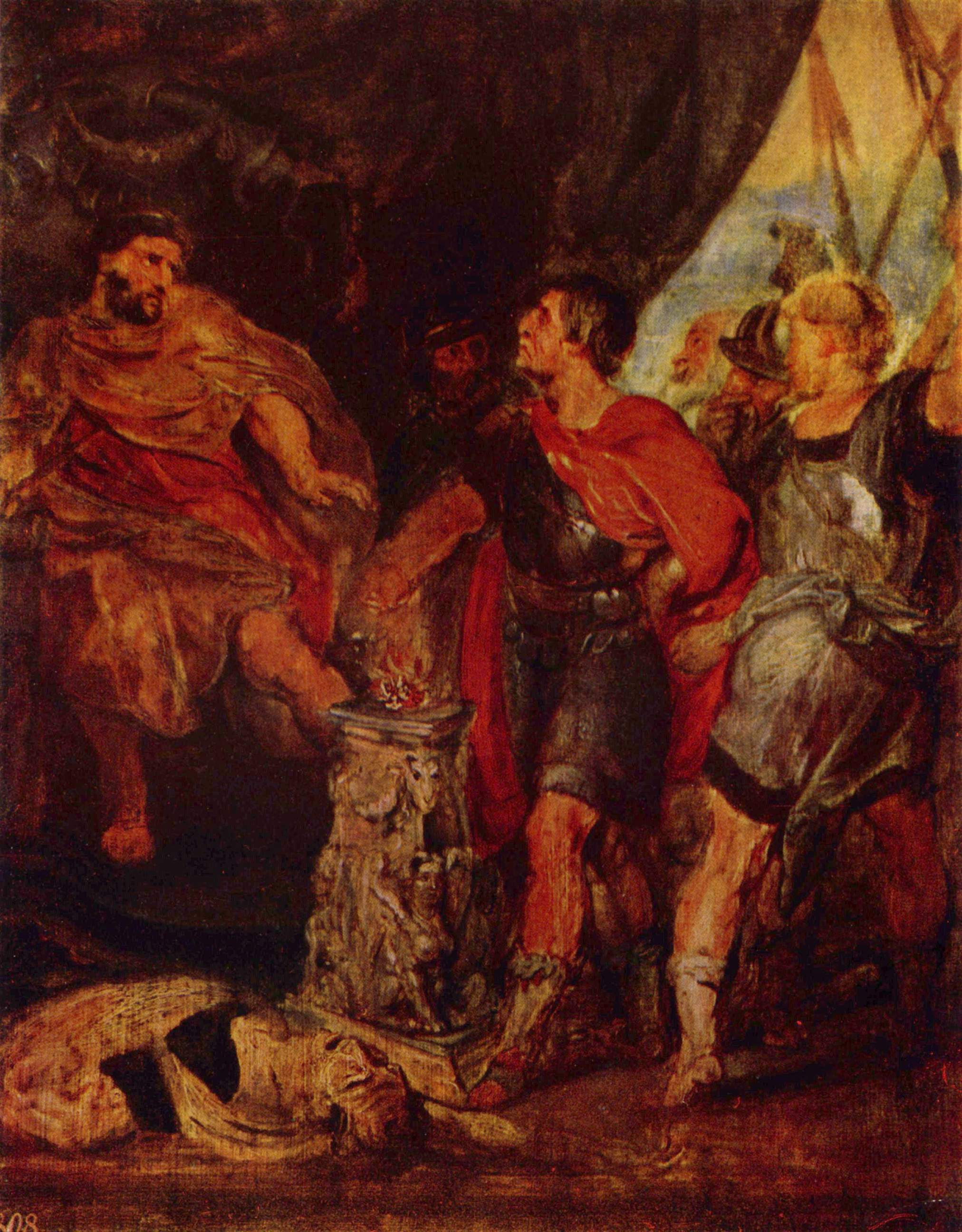
Szkic Mucius Scaevola przed Porsenną ok. 1616-1618, 41 × 35 cm.
Muzeum Sztuk Pięknych im. Puszkina w Moskwie

Do drugiej połowy XVIII wieku obraz znajdował się w madryckiej kolekcji królewskiej. Następnie został nabyty przez księcia Kaunitza z Wiednia. W 1820 roku został zakupiony do kolekcji Esterhazych by wraz z nią stał się własnością Muzeum Sztuk Pięknych w Budapeszcie.

## Geneza
Temat obrazu został zaczerpnięty m.in. z Dziejów Tytusa Liwiusza. Historia opowiada o bohaterskim wyczynie Mucjusza Scewoli, który podczas oblężenia Rzymu przez wojska Etrusków udał się do obozu wroga by zabić króla Larsa Porsennę. Scewola przybywszy do obozu Etrusków, udając jednego z żołnierzy dostał się przed oblicze królewskiej świty. Widząc króla i jego pisarza, na równi bogato odzianego nie potrafił rozróżnić, który jest władcą. Zaufawszy ślepemu losowi podszedł do jednego z nich i zabił pisarza. Mimo że próbował uciekać, żołnierze szybko schwytali go i postawili przed królem. Scewola nawet wówczas zachowywał się butnie wobec króla, mówiąc mu, iż w jego miejsce przyjdzie stu kolejnych walecznych i odważnych Rzymian. Rozgniewany król, grożąc nakazał by wyjawił mu jakie to zasadzki na niego czekają. Mucjusz odpowiedział: 

Patrz na to i poznaj, jak niewiele cenią sobie własne ciało ci, którzy widzą przed sobą wielką sławę - i włożył prawą rękę w ogień, rozpalony na ofiarę. A gdy ją tak palił, jakby pozbawiony czucia, król zaskoczony był tym widokiem. (Tytusz Liwiusz, Dzieje. Od założenia miasta Rzymu. 2:12)

 Po tym incydencie i dzięki odważnej postawie Mucjusza, Porsenna nakazał uwolnić Scewolę i zawarł pokój z Rzymem.

## Opis obrazu
Obraz został namalowany ok. roku 1621 dla dworu hiszpańskiego. Pierwsze szkice do dzieła powstałe przed 1620 roku, znajdujące się dziś w moskiewskim muzeum Puszkina czy w British Muzeum wskazują na autorstwo Rubensa. Był autorem kompozycji, określił strukturę i rozmieszczenie poszczególnych grup. Detale i pozostałe elementy oraz wykończenie obrazu zostały w rękach Antoona van Dycka. Wspólnym elementem dla wszystkich wersji jest mały szczegół odnoszący się do reakcji tłumu na czyn wsadzenia ręki Scaevoli do ognia. Rubens w wymowny sposób namalował żołnierzy zatykających nos przed swądem palonej skóry. W wersji londyńskiej tych postaci jest dwóch, w płótnie budapeszteńskim jedyny żołnierz zatykający nos znajduje się zaraz za Muciusem Scaevolą.